# Мелиса Етериџ
Мелиса Лу Етериџ (енгл. Melissa Lou Etheridge; Левенворт, 29. мај 1961) је америчка рок певачица, текстописац и активиста за борбу против рака. Препознатљива је по комбиновању разних врста рок музике у јединствену и специфичну фузију, која јој је донела популарност.
Мелиса Етериџ се прославила након издавања свог првог албума, Melissa Etheridge, 1988. године.
Године 2004. јој је дијагностикован рак дојке, који је успешно излечила. Своја искуства дели кроз свој активизам у борби против те болести.
Остали су препознатљиви и њени наступи у част Џенис Џоплин: славну рок музичарку је 1995. постхумно увела у Рокенрол кућу славних, а 2005. је, заједно са Џос Стоун, наступила у њену част приликом доделе Гремија. Оба пута је свирала и певала чувени хит Peace of My Heart.
Етериџ је 1993. јавно признала да је лезбијка.

## Дискографија
- Melissa Etheridge (1988)
- Brave and Crazy (1989)
- Never Enough (1992)
- Yes I am (1993)
- Your Little Secret (1995)
- Breakdown (1999)
- Skin (2001)
- Lucky (2004)
- Greatest Hits: The Road Less Traveled (2005)
- The Awakening (2007)
- A New Thought For Christmas (2008)
- Fearless Love (2010)
- Icon (2011)
- 4th Sreet Feeling (2012)
- This is M.E. (2014)
- A Little Bit of Me: Live in L.A. (2015)
- Memphis Rock and Soul (2016)